# Stanisława Dowgiałłówna
Stanisława Dowgiałłówna, född 1865, död 1933, var en polsk apotekare. 
Hon blev 1894, jämsides med Janina Kosmowska och Jadwiga Klemensiewicz, en av de första tre kvinnor som accepterades vid ett universitet (och Jagellonska universitetet) i Polen. De blev de första formellt utbildade kvinnliga apotekare som hade utbildats i Polen.